# Landtagswahlkreis Stormarn-Nord
Der Landtagswahlkreis Stormarn-Nord (Wahlkreis 28; 2012: 29; bis 2009: 32) ist ein Landtagswahlkreis in Schleswig-Holstein. Er umfasst vom Kreis Stormarn die Städte Bad Oldesloe,  Bargteheide und Reinfeld (Holstein) sowie die Ämter Bad Oldesloe-Land, Bargteheide-Land und Nordstormarn. Der Wahlkreis gilt als Hochburg der CDU. Lediglich in der Nachkriegszeit und von 1988 bis 2000 konnte sie ihn nicht gewinnen.
Zur Landtagswahl 2012 wurde der Wahlkreis, der bis dahin Stormarn hieß, in Stormarn-Nord umbenannt.

## Landtagswahl 2022
| Gegenstand der Nachweisung | Gegenstand der Nachweisung | Erst- stimmen | Erst- stimmen | Zweit- stimmen | Zweit- stimmen |
| Bewerber                   | Partei                     | Anzahl        | %             | Anzahl         | %              |
| -------------------------- | -------------------------- | ------------- | ------------- | -------------- | -------------- |
| Wahlberechtigte            | Wahlberechtigte            | 69.364        | 69.364        | 69.364         | 69.364         |
| Wähler                     | Wähler                     | 44.704        | 44.704        | 44.704         | 44.704         |
| Ungültige Stimmen          | Ungültige Stimmen          | 708           | 1,6           | 356            | 0,8            |
| Gültige Stimmen            | Gültige Stimmen            | 43.996        | 98,4          | 44.348         | 99,2           |
| davon                      |                            |               |               |                |                |
| Claus Christian Claussen   | CDU                        | 19.859        | 45,1          | 20.021         | 45,1           |
| Mehmet Dalkilinç           | SPD                        | 9.986         | 22,7          | 7.296          | 16,5           |
| Nils Bollenbach            | GRÜNE                      | 7.796         | 17,7          | 8.322          | 18,8           |
| Anita Klahn                | FDP                        | 2.766         | 6,3           | 2.891          | 6,5            |
| Karl-Heinz Lenz            | AfD                        | 1.996         | 4,5           | 1.970          | 4,4            |
| Hendrik Holtz              | DIE LINKE                  | 1.055         | 2,4           | 703            | 1,6            |
| –                          | SSW                        | –             | –             | 1.562          | 3,5            |
| –                          | PIRATEN                    | –             | –             | 223            | 0,5            |
| –                          | FREIE WÄHLER               | –             | –             | 210            | 0,5            |
| –                          | Die PARTEI                 | –             | –             | 213            | 0,5            |
| –                          | Z.                         | –             | –             | 40             | 0,1            |
| Thomas Völcker             | dieBasis                   | 538           | 1,2           | 450            | 1,0            |
| –                          | Die Humanisten             | –             | –             | 37             | 0,1            |
| –                          | Gesundheitsforschung       | –             | –             | 31             | 0,1            |
| –                          | Tierschutzpartei           | –             | –             | 264            | 0,6            |
| –                          | Volt                       | –             | –             | 115            | 0,3            |

Der Wahlkreis wird weiterhin durch den 2017 erstmals gewählten Wahlkreisabgeordneten Claus Christian Claussen im Landtag vertreten. Die FDP-Direktkandidatin Anita Klahn, die dem Parlament seit 2009 angehörte, trat nicht mehr auf der Landesliste ihrer Partei an und schied daher aus dem Landtag aus.

## Landtagswahl 2017
| Direktkandidat           | Partei    | Erststimmen in % | Zweitstimmen in % |
| ------------------------ | --------- | ---------------- | ----------------- |
| Claus Christian Claussen | CDU       | 38,7             | 32,2              |
| Susanne Danhier          | SPD       | 30,9             | 27,4              |
| Ruth Kastner-Ebbers      | GRÜNE     | 9,8              | 13,0              |
| Anita Klahn              | FDP       | 7,3              | 11,9              |
| Ulrich König             | PIRATEN   | 1,5              | 1,3               |
| —                        | SSW       | —                | 1,6               |
| Hendrik Holtz            | Die Linke | 3,1              | 3,6               |
| Sebastian Schulz         | FAMILIE   | 1,9              | 1,2               |
| Wolfgang Schmidt         | FW-SH     | 0,9              | 0,6               |
| Karl-Heinz Lenz          | AfD       | 5,7              | 6,5               |
| Klaus-Martin Zettler     | Parteilos | 0,2              | —                 |
| —                        | Sonstige  | —                | 0,7               |

Neben dem neuen Wahlkreisabgeordneten Claus Christian Claussen, der für die CDU dem ehemaligen Finanzminister Rainer Wiegard nachfolgte und dessen Vater Karl Eduard den Wahlkreis von 1971 bis 1988 im Parlament vertreten hatte, wurde die FDP-Direktkandidatin Anita Klahn über die Landesliste ihrer Partei gewählt. Dem bisherigen Piraten-Abgeordneten Ulrich König blieb der Wiedereinzug in den Landtag aufgrund des Scheiterns seiner Partei verwehrt.

## Landtagswahl 2012
| Direktkandidat  | Partei    | Erststimmen in % | Zweitstimmen in % |
| --------------- | --------- | ---------------- | ----------------- |
| Rainer Wiegard  | CDU       | 38,8             | 31,8              |
| Susanne Danhier | SPD       | 33,8             | 29,2              |
| Anita Klahn     | FDP       | 4,6              | 8,1               |
| Ruth Kastner    | GRÜNE     | 12,9             | 15,2              |
| Hendrik Holtz   | Die Linke | 2,1              | 2,0               |
| —               | SSW       | —                | 2,2               |
| Boris Krünitz   | PIRATEN   | 7,8              | 8,8               |
|                 | Übrige    | –                | 2,7               |

Neben dem wiedergewählten Wahlkreisabgeordneten Finanzminister Rainer Wiegard (CDU) wurde die FDP-Kandidatin Anita Klahn erneut über die Landesliste ihrer Partei gewählt.

## Landtagswahl 2009
| Direktkandidat    | Partei         | Erststimmen in % | Zweitstimmen in % |
| ----------------- | -------------- | ---------------- | ----------------- |
| Rainer Wiegard    | CDU            | 37,8             | 32,3              |
| Susanne Danhier   | SPD            | 29,0             | 24,5              |
| Anita Klahn       | FDP            | 12,4             | 16,3              |
| Gerold Rahmann    | GRÜNE          | 11,8             | 13,6              |
| -                 | SSW            | -                | 2,0               |
| Hendrik Holtz     | DIE LINKE.     | 5,4              | 6,3               |
| Ulrich Sieberling | PIRATEN        | 1,8              | 1,8               |
| -                 | NPD            | -                | 0,8               |
| Andreas Gropper   | FW-SH          | 1,0              | 0,9               |
| -                 | RENTNER        | -                | 0,5               |
| -                 | FAMILIE        | -                | 0,8               |
| -                 | RRP            | -                | 0,1               |
| -                 | IPD            | -                | 0,1               |
| Mark Schepke      | Einzelbewerber | 0,8              | -                 |

Neben dem wiedergewählten Wahlkreisabgeordneten Finanzminister Rainer Wiegard (CDU) wurde erstmals die FDP-Kandidatin Anita Klahn über die Landesliste ihrer Partei gewählt.

## Landtagswahl 2005
Die Landtagswahl 2005 ergab folgendes Ergebnisse:
| Gegenstand der Nachweisung | Gegenstand der Nachweisung | Erst- stimmen | Erst- stimmen | Zweit- stimmen | Zweit- stimmen |
| Bewerber                   | Partei                     | Anzahl        | %             | Anzahl         | %              |
| -------------------------- | -------------------------- | ------------- | ------------- | -------------- | -------------- |
| Wahlberechtigte            | Wahlberechtigte            | 61.754        | 61.754        | 61.754         | 61.754         |
| Wähler                     | Wähler                     | 41.836        | 41.836        | 41.836         | 41.836         |
| Ungültige Stimmen          | Ungültige Stimmen          | 1.077         | 2,6           | 525            | 1,3            |
| Gültige Stimmen            | Gültige Stimmen            | 40.759        | 97,4          | 41.311         | 98,7           |
| davon                      |                            |               |               |                |                |
| ?                          | SPD                        | 17.652        | 43,3          | 16.498         | 39,9           |
| Rainer Wiegard             | CDU                        | 17.929        | 44,0          | 16.736         | 40,5           |
| ?                          | FDP                        | 2.659         | 6,5           | 2.819          | 6,8            |
| ?                          | GRÜNE                      | 2.149         | 6,3           | 2.648          | 6,4            |
| –                          | SSW                        | –             | –             | 737            | 1,8            |
| –                          | NPD                        | –             | –             | 735            | 1,8            |
| –                          | FAMILIE                    | –             | –             | 342            | 0,8            |
| –                          | Übrige                     | 370           | 0,9           | 796            | 1,9            |

Neben dem erstmals direkt gewählten Wahlkreisabgeordneten Rainer Wiegard, der 2000 bereits über die Landesliste gewählt worden war und den Wahlkreis nun erstmals seit 1987 für die CDU gewinnen konnte, schaffte kein weiterer Kandidat den Einzug in den Kieler Landtag.

## Bisherige Abgeordnete
Direkt gewählte Abgeordnete des Wahlkreises Stormarn-Nord (1971 bis 2017: Stormarn; 1947: Stormarn-Oldesloe) waren:
| Jahr | Direktkandidat           | Partei | Erststimmen in % |
| ---- | ------------------------ | ------ | ---------------- |
| 2022 | Claus Christian Claussen | CDU    | 45,1             |
| 2017 | Claus Christian Claussen | CDU    | 38,7             |
| 2012 | Rainer Wiegard           | CDU    | 38,8             |
| 2009 | Rainer Wiegard           | CDU    | 37,8             |
| 2005 | Rainer Wiegard           | CDU    | 44,0             |
| 2000 | Friedrich-Carl Wodarz    | SPD    | 50,1             |
| 1996 | Friedrich-Carl Wodarz    | SPD    | 39,3             |
| 1992 | Klaus Klingner           | SPD    | 46,0             |
| 1988 | Klaus Klingner           | SPD    | 53,6             |
| 1987 | Karl Eduard Claussen     | CDU    | 46,1             |
| 1983 | Karl Eduard Claussen     | CDU    |                  |
| 1979 | Karl Eduard Claussen     | CDU    | 51,2             |
| 1975 | Karl Eduard Claussen     | CDU    | 53,5             |
| 1971 | Karl Eduard Claussen     | CDU    | 55,5             |
| …    |                          |        |                  |
| 1962 | Konrad Meyer             | CDU    | 43,0             |
| 1958 | Konrad Meyer             | CDU    | 44,2             |
| 1954 | Wilhelm Siegel           | SPD    | 35,0             |
| 1950 | Heinrich Wolgast         | FDP    | 35,7             |
| 1947 | Wilhelm Siegel           | SPD    | 43,8             |